# Straßenbahn Krywyj Rih

Netzplan der Straßenbahn und Metro (Stand: 2019)

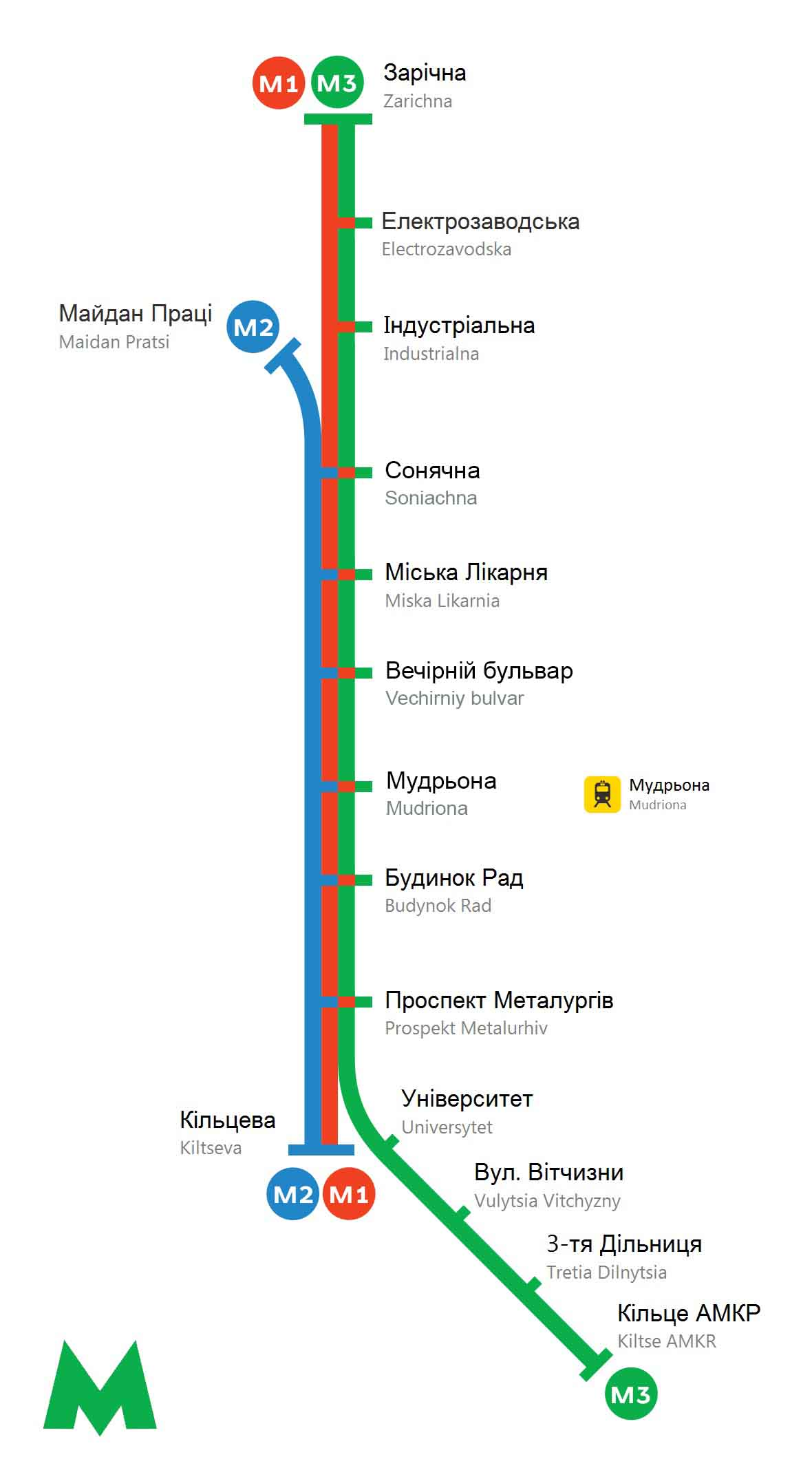
Netzplan der drei U-Straßenbahnlinien von Krywyj Rih

Die Straßenbahn Krywyj Rih (ukr.: Криворізький швидкісний трамвай) ist ein Straßenbahnbetrieb in der ukrainischen Stadt Krywyj Rih. Sie wurde am 2. Januar 1935 eröffnet und in russischer Breitspur gebaut. Am 26. Dezember 1986 wurde zusätzlich eine U-Straßenbahnstrecke eröffnet, die Kriwoi Rog Metro Tram.

## Geschichte
Nachdem der Betrieb während des Zweiten Weltkrieges stilllag, wurde er nach Ende des Krieges rasch ausgebaut. 1974 begann man mit dem Bau von Tunnelstrecken. Anfang der 1990er wurden mit 180 Fahrzeugen 65.000.000 Passagiere befördert. Seitdem hat sich die wirtschaftliche Lage extrem verschlechtert; wie viele andere Betriebe in der Ukraine konnte der Betrieb seine Kosten nicht über die Fahrkartenverkäufe decken. Fast 70 Prozent aller Fahrgäste fuhren per Gesetz kostenlos. So sind heute nur noch knapp 80 Fahrzeuge im Einsatz und manche Linien haben Taktzeiten von 90 bis 110 Minuten.
Seit Ende April 2022 ist der Nahverkehr in Krywyj Rih generell kostenlos.

## U-Straßenbahn
Die MetroTram genannte U-Straßenbahn bestand bis zum Jahr 2012 aus zwei Linien mit insgesamt elf Haltestellen, davon sind vier unterirdisch. Die Netzlänge betrug 17,7 Kilometer, davon verliefen 6,8 Kilometer im Tunnel. Im Jahr 2012 wurden die bis dahin nicht mit dem übrigen Straßenbahnnetz verbundenen MetroTram-Linien am südlichen Ende der Strecke mit dem Straßenbahnnetz verbunden. Am 11. August 2012 wurde die Linie 3 eingerichtet, die über diese Verbindung über Kilzewa hinaus (ohne den Tunnelbahnhof zu bedienen) 1,1 Kilometer weiter bis nach Kilze KMK verkehrt.

### Eröffnungsdaten
- Dserschynska – Majdan Prazi (26. Dezember 1986)
- Dserschynska – Budynok Rad (23. Februar 1988)
- Budynok Rad – Kilzewa (2. Mai 1989)
- Schowtnewa – Saritschna (25. Oktober 1999)
- Bahnhof Elektrosawodska (9. Juni 2000)
- Bahnhof Miska Likarnja (19. Mai 2001)